# ناو رینا مرسدس
ناو رینا مرسدس (به انگلیسی: Spanish cruiser Reina Mercedes) یک کشتی بود که طول آن ۲۷۸ فوت ۳ اینچ (۸۴٫۸۱ متر) بود. این کشتی در سال ۱۸۸۷ ساخته شد.